# In the Name of Love (альбом Пегги Ли)
| Оценки критиков               | Оценки критиков |
| Источник                      | Оценка          |
| ----------------------------- | --------------- |
| AllMusic                      | [ 2 ]           |
| Encyclopedia of Popular Music | [ 3 ]           |

In the Name of Love — студийный альбом американской певицы Пегги Ли, выпущенный в 1964 году на лейбле Capitol Records. Аранжировщиками альбома выступили Билли Мэй, Дейв Грусин и Лало Шифрин. Альбом провёл шесть недель в чарте Billboard Top LP’s и достиг 97-й строчки. Песня «In The Name Of Love» с альбома появилась в чарте Bubbling Under Hot 100 на 132-й позиции.
Положительные оценки альбому дали издания Billboard и JazzTimes.

## Список композиций
| №                   | Название                        | Автор(ы)                                                | Длительность |
| ------------------- | ------------------------------- | ------------------------------------------------------- | ------------ |
| 1.                  | «In the Name of Love»           | Эстель Левитт, Кенни Ранкин                             | 2:03         |
| 2.                  | «My Sin»                        | Бадди Де Сильва, Лью Браун, Рэй Хендерсон               | 2:17         |
| 3.                  | «The Boy from Ipanema»          | Антониу Карлос Жобин, Норман Гимбел, Винисиус ди Морайс | 2:21         |
| 4.                  | «Shangri-La»                    | Мэтти Малнек, Роберт Маквелл, Карл Сигман               | 2:30         |
| 5.                  | «Talk to Me Baby»               | Роберт Э. Долан, Джонни Мерсер                          | 2:46         |
| 6.                  | «There’ll Be Some Changes Made» | Бентон Оверстрит, Билли Хиггинс                         | 2:07         |
| Общая длительность: | Общая длительность:             | Общая длительность:                                     | 14:04        |

| №                   | Название                               | Автор(ы)                    | Длительность |
| ------------------- | -------------------------------------- | --------------------------- | ------------ |
| 1.                  | «After You’ve Gone»                    | Тёрнер Лейтон, Генри Кример | 2:24         |
| 2.                  | «The Right to Love (Reflections)»      | Джин Лис, Лало Шифрин       | 2:54         |
| 3.                  | «Theme from „Joy House“»               | Лало Шифрин, Пегги Ли       | 2:09         |
| 4.                  | «Senza Fin»                            | Алек Уайлдер, Джино Паоли   | 2:28         |
| 5.                  | «When in Rome (I Do as the Romans Do)» | Сай Коулман, Кэролин Ли     | 2:01         |
| Общая длительность: | Общая длительность:                    | Общая длительность:         | 11:56        |

## Чарты
| Чарты (1964)        | Высшая позиция |
| ------------------- | -------------- |
| США (Billboard 200) | 97             |